# ادعاءات الاعتداء الجنسي ضد هارفي واينستين

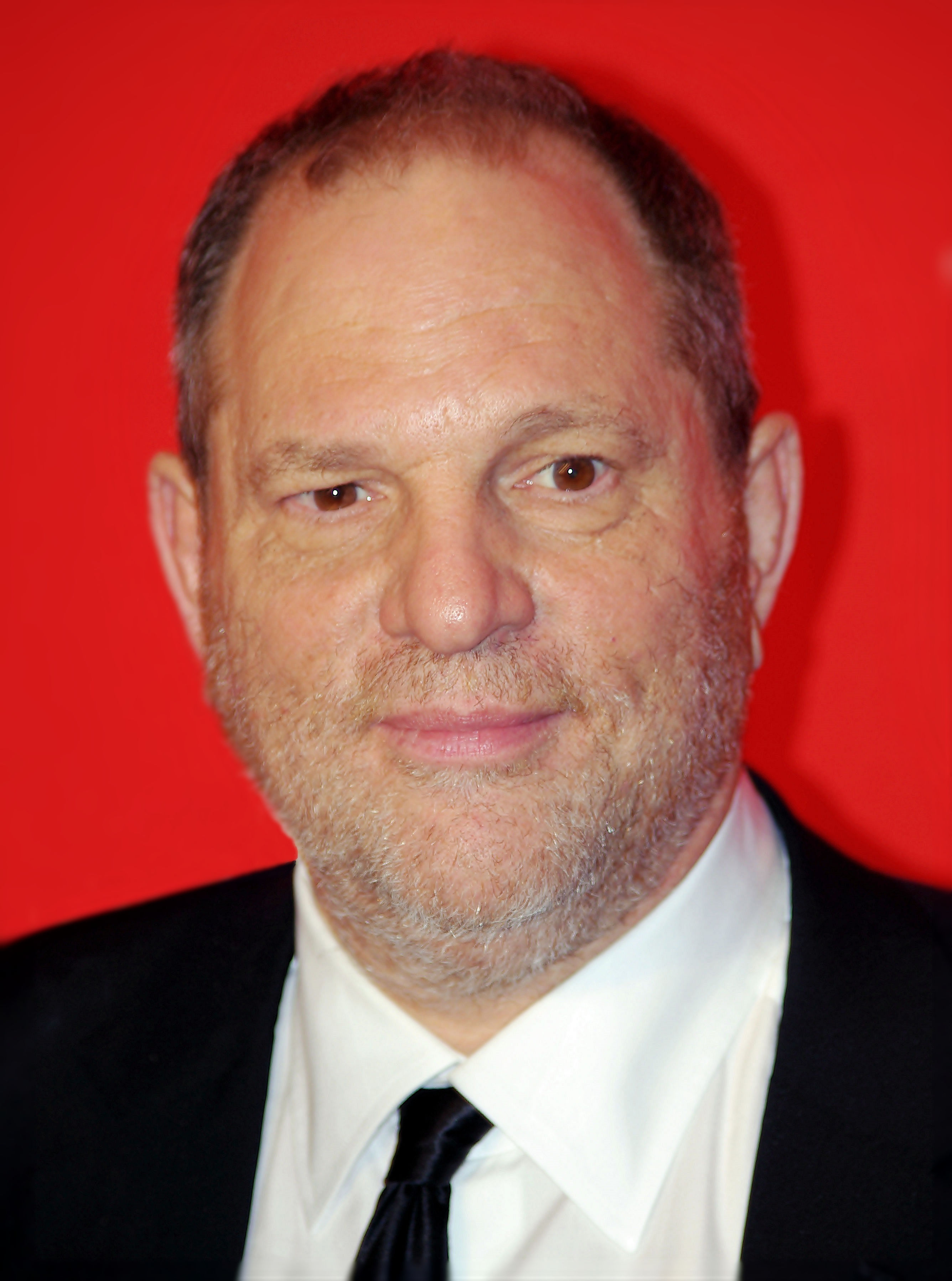
هارفي واينستين سنة 2011

فضيحة هارفي واينستين الجنسية هي قضية رأي عام كشفت عن مضايقات وحالات أعتداء جنسي منسوبة إلى المنتج والمخرج السينمائي الأمريكي هارفي واينستين، الذي حقق شهرة عالمية كمنتج أفلام مستقل وشريك مؤسس لشركتي أفلام ميراماكس وواينستين المتخصصتين في مجال صناعة السينما الأمريكية.
في أكتوبر 2017، كشفت صحيفتي نيويورك تايمز والنيويوركر أن عشرات النساء اتهمن واينستين بالتحرش الجنسي أو الاعتداء الجنسي أو الاغتصاب على مدى 30 سنة على الأقل. لكن اتهام العديد من الشخصيات البارزة في صناعة السينما واينستين بمضايقات واعتداأت جنسية مماثلة أثار ضجة ولغطا إعلاميا كبيرا في واجهة الأحداث اكتفى خلالها واينستين بنفي اقامته أية علاقة جنسية غير رضائية.
بعد فترة وجيزة من الكشف عن سلسلة الاتهامات الأولى بالتحرش الجنسي، تمت الإطاحة بهارفي واينستين من شركته الخاصة واينستين، كما طرد من أكاديمية فنون السينما والعلوم وغيرها من الجمعيات المهنية. وتجري حاليا تحقيقات جنائية في دعاوى قضائية ضده تقدمت بها ست نساء في لوس أنجلوس ونيويورك ولندن.
وباعتباره شخصية مؤثرة في مجال صناعة السينما الأمريكية فقد أدت التداعيات الدولية لهذه القضية التي تم الترويج لها بشكل كبير، في جميع أنحاء العالم إلى العديد من المظاهرات النسوية والتعبئة الاجتماعية الضخمة على شبكات التواصل الاجتماعي، ما أدى إلى إتهام العديد من الشخصيات العامة النافذة والإطاحة بالعديد منهم من مواقعهم في قطاعات متعددة مثل وسائل الإعلام والسياسة والترفيه. كما قادت القضية عددا مخمليا من النساء إلى تبادل تجاربهن الخاصة بالاعتداء الجنسي أو التحرش أو الاغتصاب على وسائل التواصل الاجتماعي تحت هاشتاج أنا أيضاً ومن آثار الفضيحة اطلاق مسمى «تأثير واينستين» (Weinstein effect) على أي رجل نافذ في مختلف الصناعات.
في أكتوبر 2017، ذكرت صحيفة نيويورك تايمز ونيويوركر أن عشرات النساء اتهمن منتج الأفلام الأمريكي هارفي واينستين بالاغتصاب والاعتداء الجنسي على مدى 30 سنة على الأقل. واتهمت أكثر من 80 امرأة في صناعة السينما واينستين بمثل هذه الأفعال. نفى واينستين «أي جنس غير رضائي». بعد فترة وجيزة من تقارير محطات الأخبار المحلية عن مزاعم واينستين، تم فصله من شركة واينستين، وطرده من أكاديمية الفنون والعلوم السينمائية والجمعيات المهنية الأخرى، واختفى من الرأي العام.
أُجريت التحقيقات الجنائية في شكاوى ست نساء على الأقل في لوس أنجلوس ونيويورك سيتي ولندن. في 25 مايو 2018، ألقي القبض على واينستين في نيويورك، بتهمة الاغتصاب وغيرها من الجرائم، وأفرج عنه بكفالة.
فاز كل من ذا تايمز ونيو يوركر بجائزة النشر لأجل المجتمع  لعام 2018 عن تقاريرهما حول ويناشتين. أثارت الفضيحة العديد من المزاعم المماثلة ضد رجال أقوياء في جميع أنحاء العالم، وأدت إلى الإطاحة بالعديد منهم من مواقعهم. كما قادت عددًا كبيرًا من النساء لمشاركة تجاربهن الخاصة في الاعتداء الجنسي أو المضايقات أو الاغتصاب على وسائل التواصل الاجتماعي بموجب هاشتاج #MeToo. جاء تأثير الفضيحة على الرجال الأقوياء في الصناعات المختلفة ليسمى «تأثير واينستين».

## خلفية
قام هارفي واينستين وشقيقه بوب واينستين بتشكيل شركة إنتاج الأفلام ميرماكس وقاد الشركة من عام 1979 إلى عام 2005. في مارس 2005، أسس الأخوان شركة وينشاتين (TWC) وغادر من Miramax في شهر سبتمبر.
انتشرت شائعات عن ممارسات «صب الأريكة» لهارفي واينستين في هوليوود لسنوات. في وقت مبكر من عام 1998، قال غوينيث بالترو في برنامج Late Show مع دايفيد لترمان أن وينشاتين «سيرغمك على القيام بشيء أو اثنين». في عام 2005، نصحت كورتني لاف الممثلات الشابات في مقابلة، «إذا دعاك هارفي واينشتاين إلى حفلة خاصة في فور سيزونز، لا تذهبي.» في عام 2010، مقالة بعنوان «بنات هارفي» ألمحت باجيبا إلى سمعة واينستين: «كل بضع سنوات، يختار هارفي فتاة جديدة كحيوان أليف له». في عام 2012، قالت شخصية في المسلسل التلفزيوني 30 روك: «أنا لست خائفة من أي شخص في مجال الأعمال التجارية، رفضت الجماع مع هارفي واينستين في ما لا يقل عن ثلاث مناسبات، من أصل خمسة». أثناء الإعلان عن جائزة أفضل ممثلة في عام 2013، قالت سيث ماكفارلين، المرشحة لجائزة أفضل ممثلة مساعدة دعائية: «تهانينا، أنتن الخمس سيدات لم تعد مضطرات للتظاهر بانجذابهن إلى هارفي واينستين». بعد نشر هذه المزاعم، قال المخرج كوينتين تارانتينو إنه كان يعرف حول واينستين مضايقة الممثلات لعقود، وواجهته حول هذا الموضوع. كتبت إيفانا لويل في كتابها «لماذا لا تقول ما حدث؟»، الذي نشر في عام 2010، عن سوء السلوك من قبل واينستين عندما عملت في قسم الكتب في ميراماكس. كانت الحوادث المذكورة في مكتبها عندما كانت بمفردها مع هارفي واينستين، وفي منزلها عندما كانت صديقة لها. وكتبت أنها «عرفت عن سمعة هارفي كمغوي للنساء، وكانت قصصه عن إغواء كل ممثلة شابة في المدينة سيئة السمعة».
كتب الصحفيون أو حاولوا الكتابة عن سلوك واينستين المزعوم. وجد ديفيد كار أن أي شخص يزعم أنه تعرض لهجوم من واينستين وسوف يتحدث في تسجيل. قرر كين أولياتا ومحرريه أنه لا يستطيع ذكر ادعاء الاعتداء دون تعاون من الضحية. في عام 2015، كتب جوردان سارجنت في مقالته في الجوكر "أخبرنا بما تعرفه عن" سر "هارفي واينستين" المفتوح "" أن "شائعات المنتج القوي التي تستفيد من قوته في الصناعة من أجل الرضا الجنسي - بالتراضي أو غير ذلك - قد ظلت تميل إلى البقاء وكتبت صحيفة نيويورك تايمز في وقت لاحق أن واينستين بنى "جدارا من الضعف"، جزئيا من خلال دعمه للسياسيين الديمقراطيين البارزين. لقد تفاخر بأنه صديق مع بيل وهيلاري كلينتون وباراك أوباما. واصلت عائلة كلينتون علاقاتها الوثيقة منذ فترة طويلة معه على الرغم من التحذيرات المزعومة من واينستين إلى حملة هيلاري كلينتون الرئاسية من لينا دونهام وتينا براون.
في عام 2015 ذكرت صحيفة نيويورك تايمز أن الشرطة استجوبت واينستين «بعد أن اتهمته امرأة تبلغ من العمر 22 عامًا بأنه لمسها بشكل غير لائق». تتعاون المرأة، عارضة الأزياء الإيطالية أمبرا جوتيريز، مع إدارة شرطة مدينة نيويورك (NYPD) للحصول على تسجيل صوتي حيث اعترف واينستين بأنه لمسها بشكل غير لائق. مع تقدم تحقيق الشرطة وأصبحت القضية عامة، نشرت صحف التابلويد قصصًا سلبية عن جوتيريز التي صورتها على أنها انتهازية. ويُزعم أن أميريكان ميديا، ناشر المستفسر الوطني، قد اتفقت على المساعدة في قمع ادعاءات جوتيريز وروز ماكجوان. قرر محامي مقاطعة مانهاتن سايروس فانس جونيور عدم تقديم التهم ضد واينستين، مشيرا إلى عدم كفاية الأدلة على نية إجرامية، ضد نصيحة الشرطة المحلية التي اعتبرت الأدلة كافية. ألقى مكتب المدعي العام في نيويورك وشرطة نيويورك باللوم على بعضهما البعض لعدم تقديمهما التهم.
في يوليو 2018، بعد العديد من الادعاءات والتهم الإجرامية لسوء السلوك الجنسي، ذكر الصحفي اليوناني تاكى ثيودوراكوبولوس في The Spectator أن صديقه وينستين أخبره في مقابلة أنه "نعم، عرضت عليهم [الفتيات] وظائف مقابل الجنس، ولكن وقال محامي واينستين في وقت لاحق إنه كان حاضرا وأن واينستين لم يقل ذلك، وصرح ثيودوراكوبولوس بأنه "ربما يكون قد أساء تمثيل" واينستين.

## تقارير 2017
تم الإبلاغ لأول مرة عن ادعاءات كبيرة بسوء السلوك الجنسي من قبل واينستين من قبل الصحفيون في جريدة نيويورك تايمز جودي كانتور وميغان توهاي في 5 أكتوبر / تشرين الأول 2017. واتهمت القصة واينستين بثلاثة عقود من التحرش الجنسي ودفع ثماني مستوطنات للممثلات وإنتاج شركة ميراماكس وواينستين للإناث. المساعدين والموظفين وغيرهم من الموظفين.
بعد خمسة أيام، في 10 أكتوبر / تشرين الأول، أفاد مراسل شبكة إن بي سي نيوز رونان فارو في النيويوركر بمزاعم أخرى بأن واينستين اعتدى جنسياً علي 13 امرأة، واغتصب ثلاثة. قال فارو إنه أراد أن يكسر القصة قبل أشهر مع NBC لكنه أشار إلى أن الشبكة كانت تحت الضغط لعدم نشرها، ونفت ال ان بي سي ذلك NBC. ووفقًا لما ذكره فارو، فإن 16 من التنفيذيين والمساعدين السابقين أو الحاليين المرتبطين بواينشتاين قالوا إنهم قد شاهدوا أو تم إخبارهم عن التقدم الجنسي غير المتفق عليه للنساء مع واينستين. نقلت أربع ممثلات شكهم في أنه بعد رفض التقدم الذي أحرزه واينستين والشكوى منه، أزالهم من المشاريع أو أقنع الآخرين بإزالتها. وقال عدد من مصادر فارو إن واينستين أشار إلى نجاحه في زرع قصص في وسائل الإعلام عن الأفراد الذين رفضوه. نشرت صحيفة نيويوركر أيضًا التسجيل الصوتي لعام 2015 والذي يعترف فيه واينستين بالتلمس على جوتيرز.
في نوفمبر / تشرين الثاني، أفادت فارو أن واينستين، من خلال المحامي ديفيد بويز، استخدم وكالات الاستخبارات الخاصة كرول، بلاك كيوب والمحقق الخاص جاك بالادينو. اتُهموا بالتجسس والتأثير على ضحايا واينستين المزعومين بالإضافة إلى كانتور، وهايهي، وفارو وغيرهم من المراسلين الذين كانوا يحققون في واينستين، وذلك لمنع سلوكه من أن يصبح عامًا.

## المشتكون
بما في ذلك التقارير الأولية في عام 2017، اتهمت أكثر من 80 امراءه واينستين بالتحرش الجنسي أو الاعتداء أو الاغتصاب. أصدرت مجموعة منهم، بقيادة الممثلة الإيطالية آسيا أرجنتو، قائمة لأكثر من 100 حالة مزعومة من الاعتداء الجنسي من قبل واينستين في نوفمبر 2017. الحوادث المزعومة في القائمة من عام 1980 إلى عام 2015، وتشمل 18 ادعاء بالاغتصاب.
وفقا لتقارير النساء، دعا وينشتين الممثلات أو الموديلات الشابة إلى غرفة في فندق أو مكتب بحجة مناقشة حياتهن المهنية، ثم طلب التدليك أو الجنس. أخبرهم أن الامتثال لمطالبه من شأنه أن يساعد حياتهم المهنية، وذكر مرارا وتكرارا بالترو (دون علم الممثلة) كشخص زعم أنه مارس الجنس معها.
قال زملاؤنا السابقون والمتعاونون مع واينستين للصحفيين إن هذه الأنشطة تم تمكينها من قبل الموظفين والمنتسبين والوكلاء الذين أنشأوا هذه الاجتماعات والمحامين والعاملين الذين قاموا بقمع الشكاوى والتهديدات؛ على سبيل المثال زعم بوب واينستين في ثلاث مستوطنات مع متهمين، الأول في عام 1990. ذكرت واحدة من المسؤولين التنفيذيين في ميراماكس أنها تعرضت للمضايقات من قبل واينستين بعد أن روج لها وأثنى عليها؛ وقد زعمت هي والموظفون الآخرون أن إدارة الموارد البشرية قامت بحماية واينستين أكثر من موظفيه.

### التحرش الجنسي أو الاعتداء الجنسي
النساء اللائي قلن إنهن تعرضن للتحرش الجنسي أو الاعتداء عليهن من واينستين تشمل:
امبر اندرسون، ممثلة
ليسيت انتوني، ممثلة
آسيا ارجينتو، الممثلة والمخرجة
روزانا أركيت، ممثلة
جيسيكا بارث، ممثلة
كيت بيكنسيل، ممثلة
زوي بروك، موديل
جول بيندي، أخصائية علاج بالتدليك
سينثيا بور، الممثلة
كيت بلانشيت، ممثلة
ليزا كامبل، كاتبة وفنانة
الكسندرا كانوسا، منتجة
ماريسا كوغلان، ممثلة وكاتبة
إيما دي كونز، الممثلة
أمل اكستنر ديمور، موظفة في شركة واينستين
فلورنس دارل، ممثلة
كارا ديليفين، ممثلة وعارضة
باز دي لا هويرتا، ممثلة
جوليانا دي باولا، موديل
صوفي ديكس، الممثلة
لاسي دورن، ممثلة وصانعة أفلام
كايتلين دوبليداي، ممثلة
كيتلين دولاني
دون دونينج، ممثلة
لينا اسكو، ممثلة ومديرة
أليس إيفانز، ممثلة
لوسيا إيفانز، سابقا لوسيا ستولر، ممثلة
أنجي إفرهارت، عارضة الأزياء والممثلة
كلير فورلاني، ممثلة
رومولا جاراي، ممثلة
لويزيت جيس، كاتبة السيناريو والممثلة
لويز جودبولد، مديرة منظمة غير ربحية
جوديث جودريش، ممثلة
تريش جوف، النموذج السابق، الممثلة، وسيطة عقارية
لاريسا جوميز
هيذر جراهام، ممثلة
إيفا جرين، ممثلة
إمبرا جوتيريز، إمبرا باتيلانا سابقا، موديل
ميمي هالي، مساعدة إنتاج سابقة
داريل هانا، ممثلة
سلمى حايك، ممثلة ومنتجة
لينا هيدى، الممثلة
آن هيش، ممثلة
لورين هولي، ممثلة
دومينيك هويت، ممثلة
أنجلينا جولي، ممثلة ومديرة
آشلي جود، ممثلة
مينكا كيلي، ممثلة
كاثرين كيندال، ممثلة
هيذر كير، ممثلة
ميا كيرشنر، ممثلة
ميلين كلاس، مغنية وموديل
إيما لومان (الاسم المستعار)، الممثلة الألمانية
لورا مادن، موظفة في مؤسسة واينستين
ناتاسيا مالث، ممثلة
جوليانا مارغوليس، ممثلة
بريت مارلينج، الممثلة
سارة آن ماسي، ممثلة، كوميدية، وكاتبة
اشلي ماتهاو، ممثلة
روز ماكجوان، ممثلة
ناتالي مندوزا، ممثلة
صوفي موريس، مساعدة إدارية
كاتيا متسيتريدزه، مضيفة التلفزيون ورئيسة هيئة الأفلام الروسية روسكينو
إميلي نيستور، موظفة في مؤسسة واينستين
جينيفر سيبل نيوسوم، مخرجة أفلام وثائقية وممثلة
كوني نيلسن، ممثلة
كاديان نوبل، ممثلة
لوبيتا نيونغو، ممثلة
لورين أوكونر، موظفة في مؤسسة واينستين
غوينيث بالترو، ممثلة
سامانثا بانيجروسو، عارضة سابقة
زيلدا بيركنز، موظفة في مؤسسة واينستين
فو ثو فونج، ممثلة وسيدة أعمال
سارة بوليلي، ممثلة، كاتبة ومديرة
تومي آن روبرتس، أستاذة علم النفس والممثلة الطامحة السابقة
ليزا روز، موظفة في ميراماكس
إريكا روزنباوم، ممثلة
ميليسا ساجميلر، ممثلة
آنابيلا سكريرا، ممثلة
ليا سيدو، ممثلة
لورين سيفان، صحفية
تشيلسي سكيدمور، الممثلة الكوميدية
ميرا سورفينو، ممثلة
تارا سوبكوف، ممثلة
ميليسا طومسون
أوما ثورمان، الممثلة
باولا واشواك، موظفة في مؤسسة وينشاتين
باولا ويليامز، ممثلة
شون يونغ، الممثلة

### الاغتصاب
من بين النساء اللاتي اتهمن واينستين بالاغتصاب:
1.قالت ليسيت أنتوني للشرطة البريطانية في أكتوبر / تشرين الأول 2017 أن واينشتاين اغتصبها في أواخر الثمانينات في منزلها في لندن.
2.أخبرت آنتي آرجنتو صحيفة نيويوركر أنه في عام 1997، دعاها واينستين إلى غرفة في فندق، «سحب تنورتها، وأجبر ساقيها على الانفصال، وأجري الجنس عن طريق الفم عليها، حيث قالت له مرارا وتكرارا أن تتوقف».
3.قالت باز دي لا هويرتا أن واينشتاين قد اغتصبها في مناسبتين منفصلتين في نوفمبر وديسمبر 2010.
4.قالت لوسيا إيفانز إنه بعد اجتماع عمل في عام 2004، أجبرها وينستين على ممارسة الجنس عن طريق الفم عليه.
5.قالت هوب إكسنر ديمور، الموظفة السابقة في شركة واينشتاين، إنه اغتصبها خلال رحلة عمل إلى نيويورك في أواخر السبعينيات.
6.وفقا لميمي هالي، قام واينستين بالقوة ممارسة الجنس معهاعن طريق الفم في شقته في مدينة نيويورك في عام 2006 عندما كانت في العشرينات من عمرها.
7.وقالت دومينيك هويت أيضا إن واينستين كان يجبرها علي الممارسة الجنسية عن طريق الفم ثم قام بعمل جنسي آخر أمامها.
8.قالت ناتاسيا مالث في عام 2008، أن واينشتاين اقتحم غرفتها في لندن في الليل واغتصبها.
9.وكتبت روز مكجوان على تويتر أنها أخبرت روي برايس من استوديوهات أمازون أن واينشتاين قد اغتصبها، لكنه تجاهل هذا الأمر واستمر في التعاون مع واينستين. استقال برايس في وقت لاحق من منصبه بعد مزاعم التحرش الجنسي ضده.
10.قالت أنابيلا سكوريرا إنه في أوائل التسعينات، دخل واينستين شقّتها بالقوة، ودفعها إلى سريرها واغتصبتها.
11.قالت ممثلة لم تذكر اسمها لصحيفة لوس أنجليس تايمز إنه في عام 2013، «انطلق واينستين في غرفتها في الفندق، وأمسكها بالشعر، وجرها إلى الحمام واغتصبها».
12.قامت ممثلة لم تكشف عن اسمها بدعوي قضائية ضد واينستين بسبب اعتدائه الجنسي عليها، زاعمة أنه في عام 2016 أجبرها على ممارسة الجنس.

## ردود واينشتاين
وردا على تقرير صحيفة نيويورك تايمز، قال وينشاتين: «إنني أقدر أن الطريقة التي تصرفت بها مع الزملاء في الماضي تسببت في الكثير من الألم، وأنا أعتذر بصدق عن ذلك». وقال إنه كان من المقرر أن يقوم بالعلاج وكان يعمل مع المعالجين «للتعامل مع هذه القضية وجها لوجه». ووصفت محاميته الاستشارية، ليزا بلوم، بأنه «ديناصور قديم يتعلم طرقًا جديدة». انتُقدت بلوم بسبب تعاملها مع دفاع واينستين وانتهت مشاركتها مع واينستين في 7 أكتوبر، 2017. بعد يومين، استأجر واينستين شركة العلاقات العامة Sitrick and Company، والتي تتخصص في العلاقات العامة للازمات، أسقطت واينستين كعميل في 3 أبريل، 2018. قال محامي واينستين تشارلز هاردر أن موكله سيقاضي صحيفة التايمز، ولكن اعتبارا من 15 أكتوبر، لم يعد هاردر يعمل من أجل واينستين. ردا على التقرير في صحيفة نيويوركر، قال متحدث باسم وينشاتين:
إن أي مزاعم حول ممارسة الجنس بغير رضا يتم رفضها بشكل لا لبس فيه من قبل السيد واينستين. وقد أكد السيد واينستين كذلك أنه لم تكن هناك أي أعمال انتقامية ضد أي امرأة لرفضه التقدم الذي قدمه. وقد بدأ السيد واينستين في تقديم المشورة، واستمع إلى المجتمع المحلي ويسعى إلى طريق أفضل. ويأمل السيد واينستين أنه إذا أحرز تقدمًا كافيًا، فسيتم منحه فرصة ثانية.
وبالمثل، قوبلت التقارير اللاحقة والاتهامات بالاغتصاب بالرد على «أن أي مزاعم للجنس غير المقبول قد تم إنكارها بشكل لا لبس فيه من قبل السيد واينستين».
في 30 يناير 2018، أصدر محامي واينستين رسائل إلكترونية خاصة من بن أفليك وجيل ميسيك، مدير روز ماكغوان السابق، تتناقض مع نسخة مكجوان من الحادثة. في 7 فبراير، 2018 انتحرت ميسيك. أدى كل من البريد الإلكتروني الذي تم إصداره واتهامات ماكجوان الخاصة ضد ميسيك إلى زيادة الاهتمام العام والإعلامي السلبي تجاه ميسيك، بما في ذلك التسلط عبر الإنترنت. وألقت عائلة ميسيك باللوم على واينستين ومكجوان ووسائل الإعلام والجمهور على وفاتها.
في مارس 2018، قال محامي واينستين بنجامين برافمان في مقابلة مع صحيفة التايمز اللندنية، «لم يختر هارفي واينشتاين الأريكة الصب في هوليوود.»... «إذا قررت امرأة أنها تحتاج إلى ممارسة الجنس مع منتج هوليود للتقدم في مسيرتها وفعلتها بالفعل، هذا ليس اغتصابًا». قال برافمان: «لقد اتخذت قراراً واعياً بأنك مستعد للقيام بشيء مهين شخصياً من أجل التقدم في حياتك المهنية».

## الردود القانونية

### التحقيقات الجنائية
في أكتوبر / تشرين الأول 2017، قامت إدارة شرطة مدينة نيويورك (NYPD)، ودائرة شرطة مدينة لندن (MPS)، وإدارة شرطة لوس أنجلوس (LAPD) بمراجعة الإدعاءات ضد واينستين بعد الإبلاغ عن سلوكه.

#### توجيه الاتهامات من قبل نيويورك
قالت شرطة نيويورك يوم 3 نوفمبر 2017 أنهم كانوا يعدون مذكرة توقيف لاعتقال واينشتاين بسبب اغتصابه المزعوم لباز دي لا هويرتا، وهو التحقيق الذي كان لا يزال معلقا حتى مايو 2018 ولا علاقة له بالاعتقال اللاحق لـ واينستين.
في 25 مايو 2018، وجهت النيابة العامة في نيويورك الاتهام إلى واينستين بتهمة «الاغتصاب، والجنس الإجرامي، والإيذاء الجنسي، وسوء السلوك الجنسي في حوادث تخص امرأتين منفصلتين» بعد تحقيق استمر لمدة شهر. بعد استسلامه للشرطة، ظهر في المحكمة أمام القاضي كيفن ماكغراث. إذا أدان واينستين بأشد التهم، فقد يواجه السجن ما بين 5 و 25 عامًا. أطلق سراح واينستين في اليوم نفسه بكفالة مالية قدرها مليون دولار. ووافق على تسليم جواز سفره وارتداء جهاز رصد الكاحل يحصره في كونيتيكت ونيويورك. قال محاميه بنيامين برافمان إن واينستين ينوي أن يدافع عن أنه غير مذنب.
في يوليو 2018، اتهم واينستين بتهمة إضافية «الاعتداء الجنسي المفترس» ضد امرأة يزعم أنه أجبرها على ممارسة الجنس عن طريق الفم في عام 2006. إن التهمة تصل إلى السجن المؤبد الأقصى.
في 11 أكتوبر 2018، رفض أحد قضاة نيويورك واحدًا من اتهامات الاعتداء الجنسي ضد واينستين.

#### تحقيقات أخرى
يتعلق التحقيق الذي أجرته شرطة لوس أنجلوس بالادعاء بالاغتصاب من قبل ممثلة لم يكشف عن اسمها.
اعتبارا من فبراير 2018، كانت شرطة لندن MPS تحقق في 15 اعتداء جنسي مزعوم من قبل واينستين، يعود تاريخه إلى التسعينات. ويطلق على التحقيق اسم «عملية كاجوياك».

### الدعاوى المدنية
في 23 أكتوبر 2017، فتح المدعي العام في نيويورك إيريك شنايدرمان تحقيقاً في الحقوق المدنية في شركة واينستين (TWC). أصدر مذكرة استدعاء للسجلات المتعلقة بشكاوى التحرش الجنسي والتمييز في الشركة.
في كانون الثاني / يناير 2018، رفع سانديب رحال، المساعد الشخصي السابق لواينستين دعوى قضائية ضد كل من الأخوين فاينستاين و TWC بسبب التمييز والمضايقة.
في 30 أبريل 2018، رفعت آشلي جود دعوى على واينستين بدعوى أنه أدلي بتصريحات كاذبة عنها بعد أن رفضت طلباته الجنسية التي أضرت بمسيرتها المهنية وكلفتها دورًا في فيلم Lord of the Rings.

## ردود أفعال
وقد وجهت انتقادات واسعة النطاق لأفعال واينستين المزعومة من قبل أشخاص بارزين في مجال الترفيه والسياسة. أثاروا نقاشًا عامًا حول، كما قالت أكاديمية الفنون والعلوم السينمائية (AMPAS)، «الجهل المتعمد والتواطؤ المشين في السلوك الجنسي المفترس والتحرش في مكان العمل» في صناعة السينما.

### الجمعيات التجارية والمهنية
في 8 أكتوبر 2017، قام مجلس إدارة شركة وينشاتين (TWC) بإقالة واينستين ، واستقال من مجلس إدارة الشركة بعد تسعة أيام.
بعد الإعلان عن طرد واينشتاين، أنهت عدة شركات تعاونها مع TWC، بما في ذلك شركة آبل (9 أكتوبر)، وهاتشي (12 أكتوبر)، وأمازون (13 أكتوبر). قامت AMPAS، والأكاديمية البريطانية لفنون السينما والتلفزيون (BAFTA)، ورابطة منتجي الأفلام الأمريكية (PGA)، وأكاديمية الفنون والعلوم التلفزيونية (ATAS) بجرد واينستين من عضويتهم.

### سياسة
أدان سياسيون بارزون تصرفات واينستين. شجبت هيلاري كلينتون وباراك أوباما وميشيل أوباما سلوك واينستين المبلغ عنه في 10 أكتوبر 2017. بدأ الرئيس الفرنسي إيمانويل ماكرون إلغاء لقب فينس أوف جاين أوف هونر. في المملكة المتحدة، طلب أعضاء البرلمان من حزب العمال إلغاء وسام الإمبراطورية البريطانية الفخري لينشاتين.
العديد من السياسيين دعمهم واينشتاين بتبرعاته للجمعيات الخيرية، بما في ذلك الشيوخ الديمقراطيون آل فرانكين، باتريك ليهي، ومارتن هاينريش.

### ردود فعل أخرى
أعلنت زوجة فاينشتاين جورجينا تشابمان عن طلاقها في 10 أكتوبر، 2017. في ذلك الشهر، ألغت الجامعة في بوفالو شهادته الفخرية، كما ألغت جامعة هارفارد ميدالية واينستين في دبليو دبليو بوا دو 2014.
في يوم رأس السنة الجديدة 2018، نشرت أكثر من 300 ممثلة هوليوود ونساء أخريات رسالة مفتوحة في الصحف اليومية The New York Times و La Opinión تناشد دعم مبادرة حان الوقت.

## التأثير

### في الولايات المتحدة الأمريكية
دفعت مزاعم أكتوبر 2017 ضد واينستين «الحساب الوطني» الفوري ضد التحرش الجنسي والاعتداء في الولايات المتحدة، المعروف باسم «تأثير واينستين». بعد أن زاد من حالات التحرش الجنسي في وقت سابق من هذا العام، فإن تقارير واينستين وما تلاها من حملة «#MeToo»، والتي شجعت الأفراد على مشاركة قصصهم القمعية عن سوء السلوك الجنسي، خلقت موكبا من الادعاءات عبر العديد من الصناعات التي أدت إلى الإطاحة السريعة العديد من الرجال في مناصب السلطة في كل من الولايات المتحدة و، كما انتشرت، في جميع أنحاء العالم. في صناعة الاعلام، أدت الادعاءات إلى طرد الممثلين والمخرجين على حد سواء. وأبرزها، الممثل كيفين سبيسي، والممثل الكوميدي لويس ك. ك. والمخرج بريت راتنر، ألغيت مشاريع بعد ما لا يقل عن ستة ادعاءات. واتهمت أكثر من 200 امرأة المخرج جيمس توباك بالتحرش الجنسي. في الصحافة، أدت الادعاءات إلى طرد المحررين والناشرين والمديرين التنفيذيين والمضيفين. في صناعات أخرى، تمت إزالة الطاهي الشهير جون بيش وغيره من المدراء التنفيذيين في الشؤون المالية والعلاقات العامة. اعتبارًا من 25 نوفمبر 2017، قامت إدارة شرطة لوس أنجلوس بالتحقيق في 28 جريمة جنسية تتعلق بمشاهير إعلاميين.
مجلة تايم أطلق عليها اسم «سايلنس بريكرز» شخص العام في عام 2017. كتب الصحفيون الأمريكيون في محادثة في NPR عن سلسلة من الادعاءات التي يشعرون بها كنقطة تحول في المعاملة المجتمعية لسوء السلوك الجنسي، والتي تميزت عن المناظرات العامة السابقة لسوء السلوك الجنسي من قبل ثقة الجمهور في متهمي المشاهير، في مقابل الحالات السابقة من المتهمين غير المعروفين.  شكك صحفيون آخرون في أن هذا الاتجاه سيصمد. 
وقد فاز كل من نيويورك تايمز ونيويوركر معاً بجائزة بوليتزر للعام 2017 في الخدمة العامة «لتغطيتهما للاعتداء الجنسي على النساء في هوليوود وغيرها من الصناعات في جميع أنحاء العالم».

### عالمياً
انتشرت حملة «أنا أيضا» إلى بلدان ولغات أخرى عبر وسائل التواصل الاجتماعي في آسيا وأوروبا واللاتينية وأمريكا الشمالية.
في أمريكا الشمالية، استقال مؤسس مهرجان الكوميديا الكندي جيلبرت روزون، واتهم أكثر من اثني عشر شخصًا مضيف ومنتج برامج التلفاز في كيبيك إريك سالفيل بسوء السلوك الجنسي.
في أوروبا، أدت المزاعم ضد سياسيين بريطانيين متعددين إلى فضيحة عامة وأدت إلى تعليق واستقالة ثلاثة مسؤولين. في فرنسا، تم اتهام منظمات سياسية قريبة من الحزب الاشتراكي، وعلى وجه الخصوص اتحاد الوطنيين الفرنسيين (UNEF)، بمضايقات جنسية منهجية. نشرت جريدة «لوموند» اليومية الفرنسية في نوفمبر 2017 مقالتين عن مزاعم التحرش الجنسي والافتراس المدعوم من قبل الرؤساء السابقين في UNEF، جان بابتيست بريفوست وإيمانويل زمور. وفي افتتاحية، تقدم أكثر من 80 عضوة من النساء والمقاتلات لاتهام الاتحاد «بالعنف الجنسي».